# 杉本光平
杉本光平（すぎもと みつひら、1876年5月 - 1973年11月26日）は、日本のキリスト教伝道者、牧師である。

## 生涯
1876年（明治9年）5月に静岡県金谷の医師の長男として生まれた。外交官を目指したが、ある夜夢の中で白髪の老人に会い、キリスト教を学べと教えられた。このことをきっかけに教会の門をくぐり、1893年（明治26年）に掛川美以教会で受洗した。その後日本美普教会の牧師畑純三の下で国府津、大磯、小田原で開拓伝道の助手をなし、19歳で献身した。
1896年、名古屋のアングロジャパン名古屋カレッジ（日本美普教会の名古屋英和学校）神学部（現名古屋学院）に入学しモルガン・リチャード、レーマン、内村鑑三、大儀見元一郎の薫陶を受けた。宣教師モルガンと共に廃娼運動を開始、各地で路傍説教による宣伝活動を繰り広げた。学生間では「鉄槌王」と呼ばれるほどの勇者であった。卒業後は美普教会に奉職し静岡第二教会赴任中に佐野譲子と結婚した。
そして洗礼問題の研究に没頭し、自分の洗礼が滴礼であったことを不服とし、静岡クリスチャン教会牧師西岡正義を煩わせ1901年1月5日に浸礼（バプテスマ）を受けた。再洗礼志願が仇となったか1900年11月には美普教会から倫理的に問題ありとされ追放となり、終末論の研究に専念することとなる。
1902年（明治35年）4月、鉄道ミッション長野支部長に就任、県下の駅員伝道に従事し、長野駅や軽井沢駅に鉄道基督教青年会が組織された。
1906年（明治39年）にエフ・オー・ベルグストロムの招聘により日本同盟基督協会千葉教会（日本基督教団西千葉教会）に赴任した。1922年（大正11年）、日本同盟基督協会年会創立に当たり初代議長、理事となる。
1940年（昭和15年）に引退。在任中525人に洗礼を授けた。一旦引退したものの、終戦まで香貫同胞教会を牧して引退した。長男の昇一家が千葉県に移ったため杉本昇の開拓した日本同盟基督教団銚子教会の基礎固めを手伝った。その後、長男昇が神奈川県新子安で伝道を開始するにあたり、それに参加し、日本バプテスト同盟新子安教会の創立を助けた。
1973年（昭和48年）11月26日に召天した。97歳であった。

## 著作
- 「フランソン伝」（年代不詳　日本同盟基督協会）
- 「基督之宗教」（1913年　日本同盟基督協会）
- 「神の秘密」（1925年　日本同盟基督協会）
- 「アライアンス教會教理思想」（1934年　東方書院）